# Helga Glantschnig
Helga Glantschnig (* 14. März 1958 in Klagenfurt) ist eine österreichische Schriftstellerin.

## Leben
Helga Glantschnig wuchs auf in Radenthein/Kärnten. Nach der Matura absolvierte sie eine Ausbildung zur Volksschullehrerin in Graz. Anschließend studierte sie Pädagogik und Philosophie an der Universität Graz. 1985 promovierte sie dort mit einer Arbeit über die Pädagogik der deutschen Aufklärung zum Doktor der Philosophie. Sie wirkte als Deutschlehrerin für fremdsprachige Kinder in Wien und nahm daneben Lehraufträge an der Universität Graz wahr.
Seit 1991 veröffentlicht sie literarische Texte; seit 1994 lebt sie als freie Schriftstellerin in Wien. 2002 nahm sie am  Ingeborg-Bachmann-Wettbewerb in Klagenfurt teil.
Helga Glantschnig ist Verfasserin von Prosatexten und Lyrik.
Helga Glantschnig erhielt u. a. folgende Auszeichnungen: 1991 den Literaturförderpreis der Zeitschrift „Manuskripte“, 1994 den Literaturförderpreis des Landes Kärnten, 1995 den Literaturförderpreis der Stadt Wien, 1998 den Manuskripte-Preis sowie 2001 das
Elias-Canetti-Stipendium.

## Werke
- Liebe als Dressur. Kindererziehung in der Aufklärung, Frankfurt [u. a.] 1987
- Wider Willen. Roman, Graz [u. a.] 1992
- Blume ist Kind von Wiese oder Deutsch ist meine neue Zunge. Lexikon der Falschheiten, Hamburg 1993. (Illustrierte Neuausgabe März 2010; Edition Büchergilde/Frankfurt am Main.)
- Rose, die wütet. Anagramme nach Filmen, Graz [u. a.] 1994
- Entrée: die Frau, Graz [u. a.] 1995
- Mirnock. Roman, Graz [u. a.] 1997
- Meine Dreier. Schlittschuhbuch, Graz [u. a.] 1998
- Kamel und Dame. 57 Tierleben, Graz [u. a.] 2000
- Mit verstellter Stimme. Erzählungen, Wien 2020
- Aus dem Land der Seen und Teiche. Schwimm- und Eislaufnotizen, Wien 2022

## Herausgeberschaft
- Lektion der Dinge, Wien [u. a.] 1991 (herausgegeben zusammen mit Gerda Ambros)
- Das 'Kriegstagebuch' meiner Mutter. Mit einer Einleitung der Autorin. Klever, Wien 2019. ISBN 978-3-903110-41-0.